# Disneymania 6
DisneyMania 6 to szósta płyta z serii DisneyMania. Została wydana 20 maja 2008. DisneyMania 6 zawiera piosenki w wykonaniu gwiazd Disney Channel takich jak Emily Osment, Mitchel Musso, The Cheetah Girls, Selena Gomez i Demi Lovato. Występują na niej również artyści nie związani z Disney Channel: Plain White T’s, Kate Voegele, Colbie Caillat, Nikki Blonsky i Elliott Yamin.

## Lista utworów
1. Mitchel Musso feat. Emily Osment – If I Didn't Have You (Potwory i spółka) 3:06
2. Demi Lovato – „That’s How You Know” (Zaczarowana) 3:12
3. The Cheetah Girls – „Some Day My Prince Will Come” (Królewna Śnieżka i siedmiu krasnoludków) 3:27
4. Colbie Caillat – „Kiss the Girl” (Mała Syrenka) 3:16
5. Selena Gomez – „Cruella De Vil” (101 Dalmatyńczyków) 3:21
6. Billy Ray Cyrus – „Real Gone” (Auta) 3:32
7. Elliott Yamin – „Can You Feel the Love Tonight” (Król lew) 5:22
8. Elijah Kelley – „He Lives in You” (Rhythm of the Pride Lands)(Król lew II: Czas Simby) 3:59
9. Drew Seeley – „You’ll Be in My Heart” (Tarzan) 3:36
10. Kate Voegele – „When You Wish Upon a Star” (Pinokio) 2:45
11. Keke Palmer – „Reflection” (Mulan) 3:37
12. Plain White T’s – „When I See an Elephant Fly” (Dumbo) 1:52
13. Jordan Pruitt – „Ever Ever After” (Zaczarowana) 3:12
14. Kaycee Stroh – „My Strongest Suit” (Aida) 3:49
15. Nikki Blonsky – „A Dream Is a Wish Your Heart Makes” (Kopciuszek) 4:01